# Сартам
Сарта́м (рос. Сартам) — село у складі Вікуловського району Тюменської області, Росія.
Населення — 408 осіб (2010, 428 у 2002).
Національний склад станом на 2002 рік:
- росіяни — 96 %